# Địa vị kinh tế xã hội

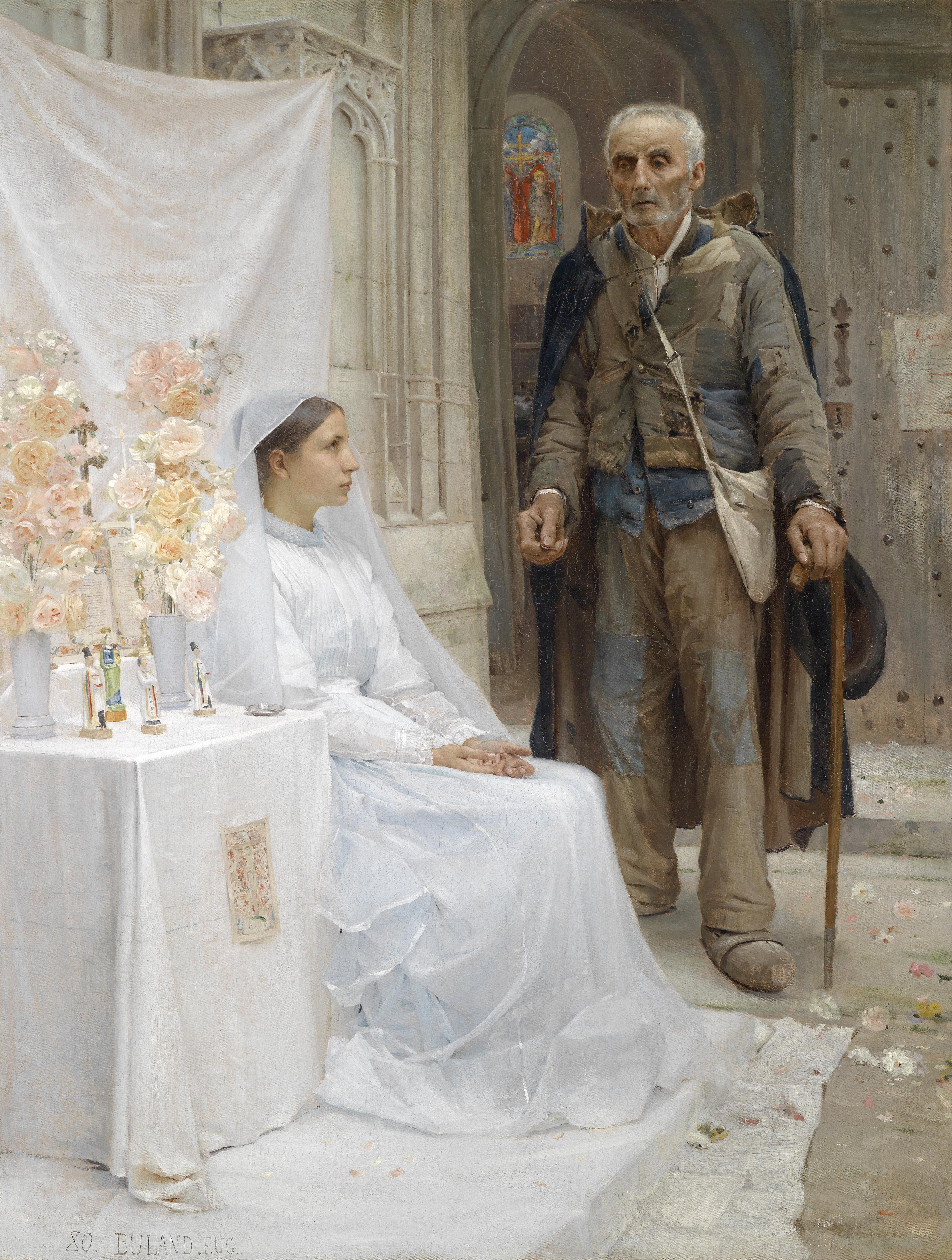
Một bức tranh năm 1880 của Jean-Eugène Buland cho thấy sự tương phản rõ rệt về tình trạng kinh tế xã hội

Địa vị kinh tế xã hội hay tình trạng kinh tế xã hội là một thước đo tổng hợp kinh tế và xã hội của kinh nghiệm làm việc của một người và của vị trí kinh tế và xã hội của một cá nhân hoặc gia đình trong mối quan hệ với những người khác. Khi phân tích địa vị kinh tế xã hội của một gia đình, thu nhập hộ gia đình, giáo dục của người kiếm tiền và nghề nghiệp được kiểm tra, cũng như thu nhập kết hợp, trong khi đối với địa vị kinh tế xã hội của một cá nhân, chỉ có các thuộc tính riêng của họ được đánh giá. Tuy nhiên, thuật ngữ này được sử dụng phổ biến hơn để mô tả sự khác biệt kinh tế trong toàn xã hội.
Địa vị kinh tế xã hội thường được chia thành ba cấp độ (cao, trung bình và thấp) để mô tả ba mức địa vị của một gia đình hoặc một cá nhân. Khi đặt một gia đình hoặc cá nhân vào một trong những loại này, có thể đánh giá bất kỳ hoặc cả ba biến số (thu nhập, giáo dục và nghề nghiệp).
Ngoài ra, thu nhập và giáo dục thấp đã được chứng minh là yếu tố dự báo mạnh mẽ của một loạt các vấn đề sức khỏe thể chất và tinh thần, bao gồm virus đường hô hấp, viêm khớp, bệnh mạch vành và tâm thần phân liệt. Những vấn đề này có thể là do điều kiện môi trường tại nơi làm việc của họ, hoặc, trong trường hợp khuyết tật hoặc bệnh tâm thần, có thể là toàn bộ nguyên nhân của thiệt thòi về mặt xã hội của người đó.
Giáo dục trong các gia đình có mức kinh tế xã hội cao hơn thường được nhấn mạnh là quan trọng hơn nhiều, cả trong gia đình cũng như cộng đồng địa phương. Ở những khu vực nghèo hơn, nơi ưu tiên thực phẩm, nơi trú ẩn và an toàn, giáo dục có thể bị lạc hậu. Thanh thiếu niên đặc biệt có nguy cơ đối với nhiều vấn đề sức khỏe và xã hội ở Hoa Kỳ, chẳng hạn như mang thai ngoài ý muốn, lạm dụng thuốc và béo phì. Địa vị kinh tế xã hội của các cá nhân có thể tích tụ lại, dẫn đến  ảnh hưởng đến kinh tế xã hội khu vực hoặc toàn cầu, từ đó góp phần vào sự biến đổi khí hậu.